# ルーベン・サンチェス・レオン
ルーベン・サンチェス・レオン（Rubén Sánchez León、1973年8月21日 - ）は、メキシコのプロボクサー。元WBO世界フライ級王者。バハ・カリフォルニア州メヒカリ出身。

## 来歴
1992年8月7日、プロデビューを果たし引き分けでデビューした。
1993年12月20日、ルイス・モンタノと対戦し2回KO勝ちを収めた。
1994年9月28日、フリオ・ルナと対戦し6回判定勝ちを収めた。
1995年10月23日、後のWBO世界フライ級王者のイシドロ・ガルシアと対戦し6回判定勝ちを収めた。
1996年2月16日、ビクター・エルナンデスとWBB世界フライ級王座決定戦を行い5回TKO勝ちを収め王座獲得に成功した。
1996年6月28日、ホセ・アルフレド・ヒメネスと対戦し12回3-0(118-112、118-111、117-112)の判定勝ちを収め初防衛に成功した。
1996年12月13日、マヌエル・サラビアと対戦し8回TKO勝ちを収め2度目の防衛に成功した。
1997年2月28日、アルベルト・マルチネスと対戦し7回TKO勝ちを収め3度目の防衛に成功した。
1997年5月17日、メキシコスーパーフライ級王者リカルド・メディナと対戦し12回判定負けを喫し王座獲得に失敗した。
1997年10月31日、セントロ・デ・エスペクタクロス・ランチョ・グランデでWBAフェデセントロフライ級王者ミゲール・マルチネスと対戦し12回3-0(2者が118-112、116-110)の判定勝ちを収め王座獲得に成功した。
1998年1月1日、ハビエル・バルガズと対戦し12回3-0(119-112、118-113、118-114)の判定勝ちを収め初防衛に成功した。
1998年4月25日、元WBO世界ライトフライ級王者ホセ・デ・ヘススと対戦し8回2分39秒TKO勝ちを収め2度目の防衛に成功した。
1998年8月14日、アウディトリオ・デル・エスタドでWBO世界フライ級王者カルロス・ガブリエル・サラサールと対戦し8回2分47秒3-0(3者共に68-65)の負傷判定勝ちを収めサラサールに引導を渡すのと同時に王座獲得に成功した。
1998年12月18日、カリアリでサルバトーレ・ファニーニと対戦し12回判定勝ちを収め初防衛に成功した。
1999年4月23日、ホセ・アントニオ・ロペス・ブエノと対戦し3回1分10秒TKO負けを喫し2度目の防衛に失敗し王座から陥落した。
2000年2月4日、メヒカリでFECARBOX中米フライ級王者ガブリエル・ムニョスと対戦し12回判定勝ちを収め王座獲得に成功した。
2001年5月11日、IBA世界フライ級王者アレハンドロ・モンティエルと対戦し12回0-3(113-114、112-115、111-116)の判定負けを喫し王座獲得に失敗した。
2002年6月25日、元WBO世界ライトフライ級王者メルチョ・コブ・カストロと対戦し9回TKO負けを喫した。
2002年11月1日、ホセ・ルイス・アライーザとメキシコパシフィックコーストスーパーフライ級王座決定戦で対戦し12回1-2の判定負けを喫し王座獲得に失敗した。
2003年5月9日、後の世界3階級制覇王者のフェルナンド・モンティエルと対戦し2回終了TKO負けを喫した。
2006年7月7日、エル・ニド・スポーツ・センターでWBAアメリカ大陸スーパーフライ級ロベルト・ロペスと対戦し10回34秒TKO負けを喫し王座獲得に失敗し2度目の引退を表明した。
2010年10月30日、ファン・サルカドと対戦し初回2分27秒KO勝ちを収め復帰戦を白星で飾った。
2011年10月1日、イスラエル・バローンと対戦し8回3-0(2者が79-71、80-70)の判定勝ちを収め3度目の引退を表明した。
2013年2月22日、クリスチャン・アギラーと対戦し4回開始10秒棄権した為今度は正式に現役を引退した。

## 獲得タイトル
- WBB世界フライ級王座
- WBAフェデセントロフライ級王座
- メキシコフライ級王座
- 第7代WBO世界フライ級王座（防衛1）
- FECARBOX中米フライ級王座